# Галперн, Менаше
Мена́ше Га́лперн (Халперн; Гальперн; hалперн, Менасий Шлёмович Гальперин; идиш מנשה האַלפּערן‎‎; 10 ноября 1871, Шепетовка, Староконстантиновский уезд, Волынская губерния — 15 января 1960, Сан-Паулу, Бразилия) — еврейский прозаик, поэт, издатель и редактор. Писал на идише.

## Биография
Менаше Галперн родился в 1871 году в Шепетовке (ныне Староконстантиновский район Хмельницкой области Украины) в семье состоятельного посессора, фабриканта Шлойме Шмулевича (Соломона Самуиловича) Гальперина, владельца кирпичного завода, и Рахили Нехемьевны Стерник. Отец занимался производством и сбытом кирпича, кафельной плитки, черепицы, печного кафеля. Вскоре семья переехала в Чёрный Остров и затем в Броневку (в 1899 годы отец выстроил кирпичный завод в Проскурове).
Получил домашнее воспитание, занимался с частным учителем. Писать стихи на иврите и идише начал в юношеские годы. После женитьбы в 1892 году на дочери крупного единецкого зерноторговца Нафтули Шмилевича Корманского Галперн осел в бессарабском местечке Единцы Хотинского уезда (теперь райцентр Единецкого района Молдавии) и занялся торговлей зерном. Здесь он подружился с начинающим писателем Идл (Иегудой) Штейнбергом, вместе с которым основал библиотеку и работал в начальной школе (талмуд-торе). В следующем году Галперн послал с оказией в Варшаву рукопись повести Штейнберга «В те дни» и свои рассказы (писать стихи он начал в 14 лет на иврите и на идише). Повесть Штейнберга была вскоре опубликована, дебют же Галперна, несмотря на благосклонные отзывы И. Л. Переца и Я. Динезона состоялся только в 1899 году. Много ездил по странам Европы в связи с торговыми делами отца (Сувалки, Гамбург, Будапешт, Вена). В 1898 году занялся возделыванием и арендой земли. Публиковался во всех основных периодических изданиях того времени на идише.
После кишинёвского погрома 1903 года эмигрировал в Америку, жил в Нью-Йорке, публиковал в основном стихи, фельетоны и рассказы. В 1904 году переехал в Бразилию, в 1905 году — в Швейцарию. В 1908 году вернулся в Россию и поселился в Москве, где занимался банковским делом. Выкупил у журналиста и издателя Герца Акцина издательство «Хавер» (товарищ), где в 1917 году вышла его первая книга стихов и сказок «Зилбернэ hор» (Серебряные волосы), а также сборники Зусмана Сегаловича и других литераторов (это издательство было национализировано сразу после Октябрьской социалистической революции).
Февральскую буржуазную революцию встретил в Петрограде, публиковался в «Петроградер тогблат» (петроградский листок), но в 1918 году вернулся в Москву и с группой еврейских литераторов и художников (Эль Лисицкий, Мойше Бродерзон, Даниил Чарни) основал «Московский кружок еврейских писателей и художников», а также издательство при нём. В 1922 году переехал в Киев и в 1925 году эмигрировал сначала в Австрию (Вена), затем в Бразилию (1926). В 1931 году был делегатом на семнадцатом сионистском конгрессе в Базеле. С 1935 года жил в подмандатной Палестине.
После дебютного рассказа «Шиболес одер сволес» («Шибболет или терпение») в газете «Дер юд» (1899) публиковался газетах «Дер арбетер» (Довида Пинского, 1903), «Ди цукунфт», «Форвертс», «Идишер кемфер» (Нью-Йорк), «Гут-моргн» и «Шолем-алейхем» (Одесса), «Ди найе велт» (под редакцией Мордхе Спектора, Варшава), «Авангард» (Буэнос-Айрес), «Тогблат» (Петроград), «Вохнблат» и «Идише фолксцайтунг» (Рио-де-Жанейро), и других. Отдельными изданиями вышли сборники «Зилбер-hор» (серебряные волосы, Москва: Хавер, 1917), «Майселех» (сказки, Москва: Хавер, 1918), «Залбеферт» (вчетвером, Москва: Лебн, 1918). В Рио-де-Жанейро в 1934 году издал сборник рассказов «Фун алтн брунэм» (Из старого колодца, 351 с.) из жизни бессарабских и подольских евреев; сборник избранных произведений «Лидер» (стихи, Сан-Паулу: Сифри, 1959, 162 с.). В 1952 году в Сан-Паулу вышла его обширная книга воспоминаний «Парметн» (Пергаменты, 343 с.). Часть произведений были также опубликованы под псевдонимами «Дал-вехомер», «Аль-Насани», «Одем Зиг-заг», «Цем де Ша», «Вер из Вер».

## Семья
- Брат — Лев Соломонович Гальперин (1886—1938, расстрелян), художник, скульптор, журналист; его жена — искусствовед Александра Ефимовна Кроль (1899—1978), сын — востоковед-синолог Юрий Львович Кроль (род. 1931)[2]. Также братья — Ихил (Ахилл), Абрам, Давид (?—1919) и Йойл (?—1943)[3], сёстры — Ривка, Роза Бернштейн (1879—1972), Ада Эйдельман[4] и Ида Фридман.

Был дважды женат — на Теме Нафтуловне Корманской (1872—1941) и Добе Израилевне Авербух (1878—1968). Дети (от первого брака):
- Наум (Нехемья) Гальперин (1892, Единцы — 1937, Ленинград).
- Ревекка Менасьевна Гальперина (1894—1974), переводчица художественной литературы. Была первым браком замужем за ректором МВТУ им. Баумана П. Н. Мостовенко; их дочь Наталья Мостовенко была замужем за философом Г. П. Щедровицким. Вторым браком была замужем за музыковедом Г. Н. Хубовым, заслуженным деятелем искусств РСФСР; их сын — кинорежиссёр Н. Г. Хубов.
- Исайя Сильван Галперн (1896—1988), адвокат, с 1927 года жил в США; его внучка — дизайнер и адвокат Патриша Раскин (англ. Patricia Raskin), запустившая в 2012 году линию кожаных изделий для женщин «Anne Sylvain»[6].
- Рафаэл (Рефул) Галперн (1897—1968), с 1927 года жил с женой и матерью в Нью-Йорке.